# الطيب والشرس والجميلة (فلم)
الطيب والشرس والجميلة فيلم دراما مصري من إنتاج سنة 1994. الفيلم من إخراج وسيناريو وحوار مدحت السباعي، وتأليف محمد صفاء عامر، ومن بطولة نور الشريف، وفريد شوقي، وإلهام شاهين، وخليل مرسي، وفكري أباظة، ومنال عفيفي. يتناول الفيلم قصة عادل السكرتير المستقيم والنزيه في النيابة، يكرس حياته لتربية ابنه أحمد عقب وفاة زوجته، ويتم القبض على الشاب الفاسد تامر ابن المليونير شكري عبد الهادي بتهمة إدمان المخدرات، ويحاول محامي تامر رشوة عادل لإيجاد ثغرة في إذن النيابة لكن دون جدوى، فيمارس عليه كافة الضغوط من أجل تغيير رأيه، ويزج بزوجته كي تغويه وتنفذ ما عجز عنه.
عنوان الفيلم مستوحىً من اسم فيلم الطيب والشرس والقبيح المُنتج عام 1966.

## القصة
شكرى عبد الهادي رجل أعمال ثرى جدًا طلق زوجته أم إبنه تامر وتزوج من أحلام زواجًا عرفيًا. يقوم تامر بسحب أموال من والده بدعوى إعداد  شقة الزوجيه بينما يصرف النقود على ملذاته وشم المخدرات وبيعها لزملاءه فضبطته الشرطة ووجهت له النيابة تهمة التعاطي والإتجار وخشى شكري على إبنه وسمعته وأراد ان ينقذه بأى وسيله فأخبره مجاهد المحامي بأن موقفه صعب والتهمه ثابته عليه فقال له ساعده الأيمن مرسي ان لديه محامي عقر وهو محامي يتعامل بالطرق الغير شرعية فقد قال له انه لاسبيل إلا باللعب في إذن النيابة والموجود في  عهدة سكرتير النيابة الذي يمكن رشوته وبحثوا عن سكرتير النيابة.
عادل إبراهيم سكرتير النيابة رجل شريف من أبطال حرب أكتوبر ماتت زوجته وتركت له الصغير أحمد الذي وهب نفسه لتربيته. قابل المحامي العقر عادل وساومه على إذن النيابة ووصل معه إلى ربع مليون جنيه ولكن عادل رفض وطرد المحامي الذي لجأ إلى مدبولى الفراش الذي فشل في سرقة الملف لأن عادل أخذ الملف للمنزل وعلم زميله في العمل وزوج أخته فتحي بالأمر ولامه كيف يرفض ربع مليون جنيه؟
ولما علم ان الملف في منزل عادل إتصل بشكري وعرض خدماته ولكن مقابل نصف مليون جنيه. استغلت هناء شقيقة عادل وجوده في العمل وذهبت للشقة لسرقة الملف ولكن عادل شاهد المحامي العقر مع فتحي في العمل فشك في الأمر وذهب مسرعًا للمنزل فوجد هناء تحاول سرقة الملف فطردها.
أرسل مرسي ثلاثه من الفتوات  لمنزل عادل لسرقة الملف ولكن عادل استطاع التغلب عليهم وأخذ سلاحهم وذهب إلى شكري ومرسي وتحداهم فرفع شكري المبلغ إلى مليونَي جنيه ورفض عادل أيضًا. قام مرسي بخطف أحمد ابن عادل لإجباره على الرضوخ. ذهب عادل للمحامب العقر وهدده حتى  علم مكان مرسب الذي إقتحم عليه مسكنه وقيده وهدده بالموت حتى عرف مكان ابنه فذهب إليه وتغلب على الحراس بعد ان قتل منهم أربعه وأنقذ إبنه. وكانت المحاولة الأخيره وعرضتهاأحلام مقابل ان يتزوجها شكري رسميًا ويكتب لها قطعة ثمنها أربعة ملايين جنيه. تمكنت أحلام من التعرف على عادل وذهبت معه إلى منزله ولكنه إلتقط رقم سيارتها وبحث عن صاحب السيارة فعلم انه شكرى فلما جاءته في المرة الثانية واجهها  بحقيقة أمرها ولكن بعد ان وضعت له المخدر في الشاى فلم يتمالك نفسه ونام فأخذت الملف. شعرت أحلام بخستها ونذالتها أمام شهامة وشرف عادل خصوصًا وهو من أبطال حرب أكتوبر وهى وأهلها من  ضحايا مدينة السويس المهجرين فأعادت الملف له ولما سألها لماذا؟  قالت علشان ألاقي حاجه أفتخر بيها. قرر شكري التخلص من عادل فنبهته أحلام وطاردته العصابة حتى وصل للمحكمة بعد ان أصابه مرسي برصاصة في كتفه ولكنه أصر على مواصلة السير وتسليم الملف في المحكمة.

## طاقم التمثيل
- نور الشريف بدور عادل حسن[3]
- فريد شوقي بدور شكري عبد الهادي
- إلهام شاهين بدور أحلام
- خليل مرسي بدور مرسي
- فكري أباظة بدور فتحي حسين
- منال عفيفي بدور هناء
- لطفي عبد الحميد بدور فرغلي عبد الدايم
- فادي خفاجة بدور أحمد حسن "الطفل"
- فكري صادق بدور مجاهد
- أيمن شاهين بدور تامر عبد الهادي
- يوسف رجائي بدور مدبولي
- زينب عبده بدور نجوى
- محمد توفيق
- ميرفت حافظ
- سيد مصطفى

## وصلات خارجية
- مقالات تستعمل روابط فنية بلا صلة مع ويكي بيانات